# Franz Berger (judoka)
Franz Berger (ur. 10 stycznia 1958 w Matrei in Osttirol) – austriacki judoka. Olimpijczyk z Moskwy 1980, gdzie zajął ósme miejsce w kategorii open. 
Dwunastokrotny medalista kraju; pierwszy w latach 1984, 1985 i 1990. 
- Turniej w Moskwie 1980

Wygrał z Saidem Achtarem z Syrii i przegrał z Siergiejem Nowikowem z ZSRR.